# Notariusivka, Burîn
Notariusivka (în ucraineană Нотаріусівка) este un sat în comuna Jukivka din raionul Burîn, regiunea Sumî, Ucraina.

## Demografie
Componența lingvistică a localității Notariusivka
     Ucraineană (100%)
Conform recensământului din 2001, toată populația localității Notariusivka era vorbitoare de ucraineană (100%).